# Lotec C1000
A Lotec C1000 egy egyedi koncepciójú sportautó volt, amelyet a német Lotec autógyártó tervezett, fejlesztett és épített. Eredetileg 1994-ben tervezték, és 1995-ben építették meg. A nevében szereplő 1000 a lóerők számát jelentette. 1000 lóerő (750 kW) leadására képes, kétszeres turbófeltöltésű Mercedes-Benz M117 V8-as motor hajtotta, amely lehetővé tette, hogy 0-60 mph (0–97 km/h) sebességre 3,2 másodperc alatt gyorsuljon fel. Elméleti végsebessége elérheti a 268 mph (431 km/h) sebességet. Akkoriban 575 000 dollárba került (2013-ban körülbelül 2,2 millió dollárt ért), ma körülbelül 7,2 millió dollárt ér.
Az autót egy arab olajsejk megrendelésére építette a Mercedes-tuningra szakosodott német Lotec cég. Karbonszálas váz és karosszéria jellemzi, továbbá két turbófeltöltős V8-as Mercedes motor, és 5,6 liter lökettérfogat. A motor teljesítménye gyárilag 300 lóerő körül volt, de az egyedi feltöltéssel kihozták belőle ennek a több mint háromszorosát. A külsőhöz képest a belseje spártaian egyszerű, bár klimatizált, illetve a pedálsor meg a kormány is állítható.